# Kernkraftwerk Lianjiang
Das Kernkraftwerk Lianjiang ist ein in Bau befindliches Kernkraftwerk in der kreisfreien Stadt Lianjiang, bezirksfreie Stadt Zhanjiang, Provinz Guangdong, Volksrepublik China, das am Südchinesischen Meer liegt. Mit Stand April 2024 sind zwei Reaktorblöcke mit einer installierten Leistung von 2,5 GW in Bau. Im Endausbau soll das Kraftwerk aus sechs Blöcken bestehen.

## Geschichte
Die Errichtung der Reaktorblöcke 1 bis 2 vom Typ CAP1000 wurde durch den Staatsrat der Volksrepublik China im September 2022 genehmigt. Mit dem Bau von Block 1 wurde offiziell am 27. September 2023 begonnen, mit dem Bau von Block 2 am 29. April 2024.

## Phase 1

### Block 1
Mit dem Bau von Block 1 wurde am 27. September 2023 begonnen.

### Block 2
Mit dem Bau von Block 2 wurde am 29. April 2024 begonnen.

## Sonstiges
Die Gesamtkosten für die Errichtung des Kraftwerks werden mit 130 Mrd. CNY (bzw. 18 Mrd. USD) angegeben.

## Daten der Reaktorblöcke
Im Kernkraftwerk Lianjiang sind zwei Blöcke in Bau:
| Block | Reaktortyp | Modell  | Status | Netto- leistung in MWe | Brutto- leistung in MWe | Therm. Leistung in MWt | Baubeginn  | Erste Kritikalität | Erste Netzsyn- chronisation | Kommer- zieller Betrieb | Abschal- tung | Einspeisung in TWh |
| ----- | ---------- | ------- | ------ | ---------------------- | ----------------------- | ---------------------- | ---------- | ------------------ | --------------------------- | ----------------------- | ------------- | ------------------ |
| 1     | PWR        | CAP1000 | In Bau | 1150                   | 1250                    |                        | 27.09.2023 | –                  | –                           | –                       | –             | –                  |
| 2     | PWR        | CAP1000 | In Bau | 1150                   | 1250                    |                        | 29.04.2024 | –                  | –                           | –                       | –             | –                  |